# Julie Christie

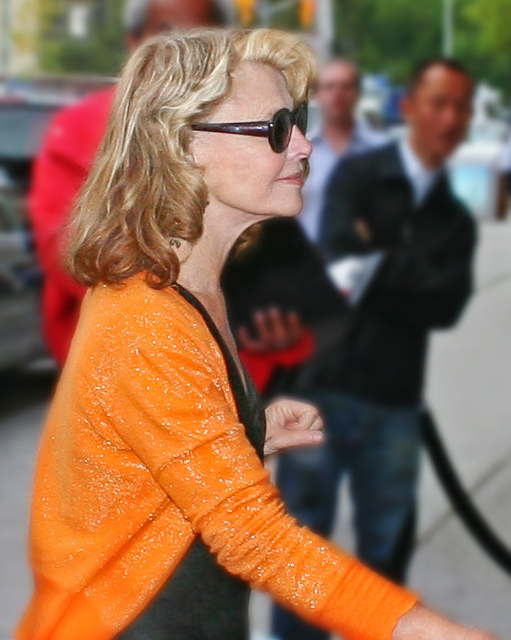
Julie Christie

Julie Christie (n. 14 aprilie 1940 în Chabua, India) este o actriță britanică. Ea fost între anii 1960 și 1970 printre starurile feminine cele mai solicitate în industria cinematografică.

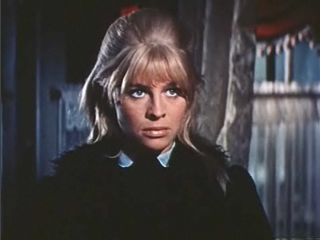
Julie Christie în filmul
“Doctorul Jivago”

## Date biografice
Tatăl ei a fost proprietarul unei plantații de ceai în Assam. Primele ei studii, Julie Christie le termină în India ca apoi să studieze dramaturgia la școala superioară Central School of Speech and Drama din Londra. Debutează în anul 1961 cu serialul "A for Andromeda", transmis pe postul BBC. Renumită pe plan internațional devine în anul 1965 prin rolul Larisei Antipova (Lara), din filmul magistral Doctor Shiwago în care joacă alături de Omar Sharif, Geraldine Chaplin, Rod Steiger și Sir Alec Guinness. Ea este nominalizată pentru premiul Academiei britanice de artă a filmului și televiziunii, și mai câștigă premiul american National Board of Review. Tot în 1965 pentru rolul jucat în filmul Darling primește Premiul Oscar ca și premiul Laurel Award, fiind nominalizată pentru premiul Globul de Aur.

## Filmografie
| Titlu                                    | Anul | Rol                      |
| ---------------------------------------- | ---- | ------------------------ |
| The Fast Lady                            | 1962 | Claire Chingford         |
| Crooks Anonymous                         | 1962 | Babette LaVern           |
| Billy mincinosul                         | 1963 | Liz                      |
| Darling                                  | 1965 | Diana Scott              |
| Doctor Zhivago                           | 1965 | Lara Antipova            |
| Young Cassidy                            | 1965 | Daisy Battles            |
| Fahrenheit 451                           | 1966 | Clarisse / Linda Montag  |
| Departe de lumea dezlănțuită             | 1967 | Bathsheba Everdene       |
| Tonite Let's All Make Love in London     | 1967 | Herself                  |
| Petulia                                  | 1968 | Petulia Danner           |
| In Search of Gregory                     | 1969 | Catherine Morelli        |
| The Go-Between                           | 1970 | Marian - Lady Trimingham |
| McCabe & Mrs. Miller                     | 1971 | Constance Miller         |
| Don't Look Now                           | 1973 | Laura Baxter             |
| Shampoo                                  | 1975 | Jackie Shawn             |
| Nashville                                | 1975 | Herself                  |
| Sămânța demonului                        | 1977 | Susan Harris             |
| Heaven Can Wait                          | 1978 | Betty Logan              |
| Memoirs of a Survivor                    | 1981 | 'D'                      |
| The Return of the Soldier                | 1982 | Kitty Baldry             |
| Les Quarantièmes rugissants              | 1982 | Catherine Dantec         |
| Heat and Dust                            | 1983 | Anne                     |
| The Gold Diggers                         | 1983 | Ruby                     |
| Separate Tables                          | 1983 | Mrs. Shankland           |
| Champagne amer                           | 1986 | Betty Rivière            |
| Miss Mary                                | 1986 | Mary Mulligan            |
| Power                                    | 1986 | Ellen Freeman            |
| Dadah Is Death                           | 1988 | Barbara Barlow           |
| Fools of Fortune                         | 1990 | Mrs. Quinton             |
| The Railway Station Man                  | 1992 | Helen Cuffe              |
| Hamlet                                   | 1996 | Gertrude                 |
| Dragonheart                              | 1996 | Queen Aislinn            |
| Afterglow                                | 1997 | Phyllis Mann             |
| The Miracle Maker                        | 2000 | Rachael                  |
| Belphégor - Le fantôme du Louvre         | 2001 | Glenda Spender           |
| No Such Thing                            | 2001 | Dr. Anna                 |
| I'm with Lucy                            | 2002 | Dori                     |
| Snapshots                                | 2002 | Narma                    |
| Harry Potter and the Prisoner of Azkaban | 2004 | Madam Rosmerta           |
| Finding Neverland                        | 2004 | Mrs. Emma du Maurier     |
| Troy                                     | 2004 | Thetis                   |
| Garbo                                    | 2005 | ca narator               |